# Haro, Spanien
Haro är en kommun i Spanien. Den ligger i den autonoma regionen La Rioja i norra delen av landet, 250 km nordost om huvudstaden Madrid. Antalet invånare är 11 979 (2024). Arean är 40,64 kvadratkilometer.